# Anton Brandner
Anton Brandner, slovenski narodni delavec, * 11. september 1891, Žužalče, (nem. Susalitsch) pri Brnci, Koroška, † 22. maj 1983, Maribor.

## Življenje in delo
Po končani trgovski šoli v Beljaku (1908) je bil v letih 1912−1915 strokovni tajnik Narodne delavske organizacije v Trstu. Na Primorskem in Kranjskem je med nižjim uradništvom in delavstvom, ki je odklanjalo socialnodemokratsko zapostavljanje narodnega vprašanja, dosegel velik pripad novega članstva. V Trstu je ustanovil Narodno-socialno mladinsko organizacijo. Ker se je novembra 1918 pridružil generalu Maistru v borbi za severno mejo, se je moral preseliti v Kraljevino Srbov, Hrvatov in Slovencev. Že maja 1920 je postal tajnik Narodno-socialne zveze in bil nato 28. novembra 1920 izvoljen v ustavodajno skupščino. Nekaj let je urejal strankino glasilo Nova pravda. V letih 1925−1941 je vodil socialno skrbstvo v Mariboru. Bil je uradnik mestne občine Maribor. V letih 1941−1945 je kot pregnanec in sodelavec osvobodilne fronte delal v Ljubljani. Po osvoboditvi se je vrnil v Maribor. Brandner je kot poslanec, publicist in organizator podpiral boj koroških Slovencev v Avstriji. Leta 1929 je bil med soustanovitelji Kluba koroških Slovencev in kasneje njegov častni predsednik.  Članke je med drugim objavljal tudi v kulturni reviji koroških Slovencev Svoboda.